# ناراساناپتا
ناراساناپتا (به انگلیسی: Narasannapeta) یک منطقهٔ مسکونی در هند است که در Narasannapeta mandal واقع شده‌است. ناراساناپتا ۵٫۱۸ کیلومتر مربع مساحت و ۲۶٬۲۸۰ نفر جمعیت دارد.